# Así del precipicio
Pour plus de détails, voir Fiche technique et Distribution.
Así del precipicio (Depuis le précipice) est un film mexicain réalisé par Teresa Suarez en 2006.

## Synopsis
C'est l'histoire de trois jeunes femmes mexicaines, colocataires.
Lucia (Ana de la Reguera), a une relation compliqué avec Mathias (Alejandro Nones) : ils s'entendent très bien sexuellement mais le reste ne suit pas forcement comme le voudrait Lucia.
Hanna (Ingrid Martz) s'est mariée très jeune, et a fait un mariage malheureux. Elle a également commencé à réaliser qu'elle est attirée par les femmes, et lorsqu'une femme plus âgée mais séduisante (Anna Ciocchetti) entre dans le magasin de bijoux où elle travaille, elle décide de faire quelque chose.
Carmen, une artiste plasticienne, vit entre ses visions de l'art contemporain, ses journées chez Cristina (Martha Higareda) : sa voisine dealeuse et Gerardo (Rafael Amaya) son ami homo qu'elle aime considérer comme son petit-ami.
Les trois filles ont toutes comme point commun la dépendance: à la drogue, l'alcool, l'amour... Dépendance qui va guider leur vie durant les quelques journées que retrace le film.

## Fiche technique
- Titre : Así del precipicio
- Réalisateur : Teresa Suarez
- Scénario : Teresa Suarez
- Format : Couleurs
- Durée : 110 minutes
- Date de sortie : 2006
- Pays :  Mexique

## Distribution
- Ana de la Reguera : Lucía
- Ingrid Martz : Hanna
- Gabriela Platas : Carmen
- Daniel Vives : Manuela
- Anna Ciocchetti : Sandra Romano
- Alejandro Nones : Mathías
- Rafael Amaya : Gerardo
- Silvia Carusillo : Pili
- Martha Higareda : Cristina